# 潮灘秘語
《潮灘秘語》（英語：Tidelands）是一部澳洲奇幻犯罪網路影集，由史蒂芬·M·艾爾文和雷伊·麥格拉斯所開創，夏洛特·貝斯特及艾兒莎·巴塔奇主演，於2018年12月14日在Netflix首播。第一季遺留了一些未解決的問題，但是到2021年，還沒有計劃拍攝第二季。

## 劇情
前罪犯可兒·麥提爾回到歐芬林灣小漁村的家。當在地漁民的屍體被沖上岸時，她必須揭開小鎮的秘密，同時調查奇怪的居民，一群被稱為“潮間人”的危險海妖人類混血兒。

## 演員

### 主要角色
- 夏洛特·貝斯特（英语：Charlotte Best） 飾 可萊佩·“可兒”·麥提爾（Calliope "Cal" McTeer）- 一個有韌性且非常獨立的前罪犯，每個人都低估了她的危險[3]。
- 艾兒莎·巴塔奇 飾 奧黛萊兒·卡斯伯特（Adrielle Cuthbert）- 潮間人的黑暗神秘和敏銳的領導者，一個不懼怕做任何事情來達到她無情目的的女人[3]。
- 亞倫·賈庫本科（英语：Aaron Jakubenko） 飾 奧吉·麥提爾（Augie McTeer）[3]。
- 馬可·皮果西（英语：Marco Pigossi） 飾 狄倫·席格（Dylan Seager）
- 理查德·戴維斯（英语：Richard Davies (Australian actor)） 飾 科頓·雷克斯特（Colton Raxter）
- 達利普·索地 飾 拉瑪（Lamar Cloutier）
- 馬提亞斯·印伍德 飾 柯瑞·韋爾奇警官（Constable Corey Welch）[3]
- 傑克·科曼 飾 格雷戈里·史托林（Gregori Stolin）

### 常駐角色
- 艾利克斯·迪米崔德斯（英语：Alex Dimitriades） 飾 保羅·默多克警長（Sgt. Paul Murdoch）
- 彼得·歐布萊恩（英语：Peter O'Brien） 飾 比爾·森特爾（Bill Sentelle）[3]
- 麥德琳·馬登（英语：Madeleine Madden） 飾 薇歐卡·魯（Violca Roux） [3]
- 傑特·特蘭特 飾 莉安德拉（Leandra）
- 卡洛琳·布雷澤（英语：Caroline Brazier） 飾 羅莎（Rosa）[3]
- 亨特·佩奇-洛查德（英语：Hunter Page-Lochard） 飾 賈里德（Jared）
- 安娜貝爾·斯蒂芬森（英语：Annabelle Stephenson） 飾 蘿拉·曼尼（Laura Maney）
- 凱特·費爾德曼 飾 珍諾維瓦（Genoveva）
- 芬恩·里托 飾 吉勒（Gilles）
- 克洛伊·德洛斯·桑托斯 飾 碧珠（Bijou）
- 亞歷克斯·安德烈亞斯（英语：Alex Andreas） 飾 列夫·紐蘭德（Lev Nuyland）

## 製作

### 發展
2014年，昆士蘭的製作公司Hoodlum獲得澳洲銀幕的開發資金後，將根據該機構的新高端電視開發計劃，為國際電視市場開發其超自然驚悚片《潮灘秘語》。這部由八集組成的系列將當代犯罪驚悚片與民間傳說融為一體，是作家史蒂芬·M·艾爾文、Hoodlum社長內森·梅菲爾德（Nathan Mayfield）和特蕾西·羅伯遜（Tracey Robertson）以及Hoodlum的電視主管雷伊·麥格拉斯（Leigh McGrath）的創意。《潮灘秘語》已受數位影音串流公司亞馬遜工作室的委託，將由艾爾文開發和編劇，他創作了澳洲的原版《秘密與謊言》電視劇，正在為美國廣播公司製作翻拍版。2017年，Netflix在該劇推出的兩年後，宣布將訂購第一部澳洲原創影集，由布里斯本的Hoodlum娛樂製作，該劇是由史蒂芬·M·艾爾文撰寫的超自然犯罪劇。特蕾西·羅伯遜、內森·梅菲爾德和雷伊·麥格拉斯將擔任執行製片，預計2018年將在昆士蘭開拍。

### 選角
2018年3月，確認夏洛特·貝斯特、艾兒莎·巴塔奇、亞倫·賈庫本科、彼得·歐布萊恩、馬提亞斯·印伍德（Mattias Inwood）、達利普·索地（Dalip Sondhi）、卡洛琳·布雷澤和麥德琳·馬登將出演該劇。

### 拍攝
大部分拍攝都在澳洲昆士蘭東南部布里斯本附近的摩頓灣及其周邊地區進行。虛構的歐芬林灣的空中拍攝是在北斯德布魯克島的鄧威奇向北拍攝的。可兒和奧吉的房子位於布里斯本沿海郊區桑克利夫的153棕櫚大道，惡魔之尾（Devil's Tail）酒吧是狂犬灣（Raby Bay）老克利夫蘭路的法院餐廳（The Courthouse Restauran），歐芬林灣漁業合作社位於施泰格利茨。歐芬林灣警察局是在維多利亞點附近拍攝的。

## 集數
| 集數                                                                                                   | 標題                              | 導演            | 編劇            | 首播日期       |
| --- | --------------------------------- | --------------- | --------------- | -------------- |
| 1 | 家 Home                           | 托亞·弗萊瑟     | 史蒂芬·M·艾爾文 | 2018年12月14日 |
| 服完十年刑期後，暱稱為可兒的可萊佩·麥提爾回到歐芬林灣的家鄉，她的哥哥奧吉正在那處理一起漁夫的凶殺案。  |                                   |                 |                 |                |
| 2 | 希望地的孤兒 Orphans of L'Attente | 托亞·弗萊瑟     | 史蒂芬·M·艾爾文 | 2018年12月14日 |
| 可兒險些溺斃的插曲，引起潮間人和柯瑞的注意。奧黛萊兒對拉瑪和狄倫下令，羅莎則試圖杜絕後患。             |                                   |                 |                 |                |
| 3 | 另有其人 Not One of You           | 愛瑪·弗里曼     | 史蒂芬·M·艾爾文 | 2018年12月14日 |
| 比爾揭露的真相令可兒無法招架。奧黛萊兒想盡快得到可信的預言和滾滾財源，而拉瑪和薇歐卡繼續監視著她。     |                                   |                 |                 |                |
| 4 | 勿信人類 Don't Trust Humans       | 愛瑪·弗里曼     | 史蒂芬·M·艾爾文 | 2018年12月14日 |
| 奧黛萊兒允許可兒留在希望地。奧吉愈發急切想找到格雷戈里以外的新買主。警方發現一具屍體。                 |                                   |                 |                 |                |
| 5 | 召喚 The Calling                  | 卡特琳娜·麥肯齊 | 史蒂芬·M·艾爾文 | 2018年12月14日 |
| 薇歐卡為科頓帶來驚人的消息，奧黛萊兒找專家解讀新的碎片。可兒不滿狄倫的行為，當面向他質問。             |                                   |                 |                 |                |
| 6 | 忠誠 Loyalty                      | 卡特琳娜·麥肯齊 | 史蒂芬·M·艾爾文 | 2018年12月14日 |
| 奧吉躲避他的船員，可兒則返回鎮上。柯瑞把十年前發生的事一五一十地告訴她，羅莎也證實他所言不假。         |                                   |                 |                 |                |
| 7 | 預言 The Prophecy                 | 丹尼爾·內特漢   | 史蒂芬·M·艾爾文 | 2018年12月14日 |
| 奧黛萊兒敲定她跟格雷戈里的協議，局勢也更加緊張。比爾將碎片的事和他的過去全盤托出，可兒誓言要挑戰女王。 |                                   |                 |                 |                |
| 8 | 女王的利刃 The Queen's Knife      | 丹尼爾·內特漢   | 史蒂芬·M·艾爾文 | 2018年12月14日 |
| 柯瑞在停屍間披露了真相，可兒因而發覺她握有解開謎團的關鍵線索。奧吉命在旦夕，她別無選擇。               |                                   |                 |                 |                |

## 發行
2018年10月23日，Netflix發布了該劇的前導預告片。

## 迴響

### 專業評價
在爛番茄上，根據13條評論，本劇獲得77%的新鮮度，平均評分為5.30/10。該網站共識寫道：“喜怒無常，陰暗，充滿美人魚，《潮灘秘語》編造了一個適當性感和暴力的海妖傳說故事”。
《雪梨晨鋒報》的布拉德·紐瑟姆（Brad Newsome）寫道：“貝斯特和巴塔奇在她們的角色上堪稱完美，他們以無比沉著的姿態舉起各自的馬戲團帳篷桿，並展示了保持板著臉的非凡能力。”《洛杉磯時報》的羅伯特·勞埃德（Robert Lloyd）寫道：“《潮灘秘語》永遠不會難看，對話精心製作，任何特定場景的問題都處理得很好——它的部分不僅僅是它們的總和；你最好活在它的時刻，而不是思考它意味著什麼。”《Decider》的喬爾·凱勒（Joel Keller）認為：“有點詭異，有點性感，又有點暴力。但夏洛特·貝斯特的出現是《潮灘秘語》值得一看的主要原因。”《富比士》的美林·巴爾（Merrill Barr）表示：“《潮灘秘語》在大多數地方都是平均水準，而在其他地方則略高於平均水準......如果你喜歡以美人魚為背景的大量暴力、性和裸露，可以試一試。”
《衛報》的盧克·巴克馬斯特（Luke Buckmaster）則對該劇發表了批評，“《潮灘秘語》好像非常正確地承認，如果沒有情感投入，即使是世界上最大的謎團也會顯得枯燥乏味。”，同時也指出“節目的氣氛沉重，充滿著陰暗的美感。當這個感覺不再時，很多時候它會感到寒冷和肌肉收縮，並在錯誤的地方充氣。”《News.com.au》的馬文磊（Wenlei Ma）提到，儘管有所有不必要的暴力和詭異的裸露，但《潮灘秘語》卻異常地無聊。而且“它沒有激情，甚至沒有瘋狂、荒謬的激情——至少那會很有趣。”

## 外部連結
- 在Netflix上觀看《潮灘秘語》
- 互联网电影数据库（IMDb）上《潮灘秘語》的资料（英文）
- 烂番茄上《潮灘秘語》的資料（英文）